# Rémy Duchemin
Pour les articles homonymes, voir Duchemin.
Rémy Duchemin, né le 3 avril 1951, est un réalisateur et scénariste français. 

## Biographie
Il travaille comme assistant réalisateur pendant une dizaine d'années à partir du début des années 1970. Il est ensuite directeur de production de films publicitaires, tout en écrivant des scénarios notamment avec Richard Morgiève, avant de réaliser un premier long métrage, Fausto : ce film sort en 1993 et il est présenté la même année au Festival de Cannes dans le cadre de la Quinzaine des réalisateurs.

## Filmographie
Assistant réalisateur
- 1972 : Nathalie Granger de Marguerite Duras
- 1973 : La Grande Bouffe de Marco Ferreri
- 1973 : La Maman et la Putain de Jean Eustache
- 1976 : Monsieur Klein de Joseph Losey
- 1977 : Le Pays bleu de Jean-Charles Tacchella
- 1978 : Les Petits Câlins de Jean-Marie Poiré
- 1978 : L'Adolescente de Jeanne Moreau
- 1979 : Il y a longtemps que je t'aime de Jean-Charles Tacchella
- 1980 : Retour en force de Jean-Marie Poiré
- 1981 : La Boum de Claude Pinoteau
- 1981 : Croque la vie de Jean-Charles Tacchella
- 1982 : La Boum 2 de Claude Pinoteau

Réalisateur
- 1993 : Fausto